# گونپی یوکوی
گونپی یوکوی (انگلیسی: Gunpei Yokoi؛ زاده ۱۰ سپتامبر ۱۹۴۱ درگذشته ۴ اکتبر ۱۹۹۷) یک طراحی بازی ویدئویی اهل ژاپن بود.